# Pecha Kucha
A Pecha Kucha japán eredetű prezentációs technika.

## Leírása
A Pecha Kucha (vagy PechaKucha) olyan előadási mód, ahol az előadó 20 diát mutat be, és mindegyik képkockáról 20 másodpercet beszél; a diák automatikusan váltanak, így egy előadás 6 perc 40 másodperc hosszú.

## Eredete
A kifejezés japán eredetű (jelentése tere-fere vagy locsog-fecseg). A módszert 2003-ban Tokióban két fiatal építész találta ki, hogy a gyakran unalmas, lassú és érdektelen prezentációktól eltérő módon mutassák meg magukat, így felkeltve a közönség érdeklődését.